# Sesarma (Perisesarma) huzardi
Sesarma (Perisesarma) huzardi is een krabbensoort uit de familie van de Sesarmidae. De wetenschappelijke naam van de soort is voor het eerst geldig gepubliceerd in 1825 door Desmarest.